# Корякино (Московская область)
Корякино — деревня в городском округе Щёлково Московской области России.

## Население
| 1852 | 1859 | 1869 | 1899 | 1926 | 2002 | 2006 |
| ---- | ---- | ---- | ---- | ---- | ---- | ---- |
| 149  | ↗160 | ↗198 | ↘80  | ↗202 | ↘7   | →7   |
| 2010 |      |      |      |      |      |      |
| ↗26  |      |      |      |      |      |      |

## География
Деревня Корякино расположена на северо-востоке Московской области, в западной части Щёлковского района, примерно в 25 км к северо-востоку от Московской кольцевой автодороги и 13 км к северу от одноимённой железнодорожной станции города Щёлково (по дорогам — около 19 км), в верховье реки Лашутки бассейна Клязьмы.
В 6 км юго-восточнее деревни проходит Фряновское шоссе Р110, в 5 км к северо-востоку — Московское малое кольцо А107, в 10 км к западу — Ярославское шоссе М8. Ближайшие сельские населённые пункты — деревни Богослово и Костюнино.
К деревне приписаны два садоводческих товарищества (СНТ) и территория урочища Кузьминки.

## История
В середине XIX века относилась ко 2-му стану Богородского уезда Московской губернии и принадлежала статскому советнику Егору Ивановичу Кильдюшевскому. В деревне было 16 двор, крестьян 74 души мужского пола и 75 душ женского.
В «Списке населённых мест» 1862 года — владельческая деревня 2-го стана Богородского уезда Московской губернии по левую сторону Хомутовского тракта (от Москвы по границе с Дмитровским уездом), в 38 верстах от уездного города и 18 верстах от становой квартиры, при пруде, с 25 дворами и 160 жителями (80 мужчин, 80 женщин).
По данным на 1869 год — деревня Гребневской волости 3-го стана Богородского уезда с 34 дворами, 40 деревянными домами и 198 жителями (95 мужчин, 103 женщины), из которых 16 грамотных. В деревне работали мукомольная мельница и бумаго-ткацкое заведение. Количество земли составляло 249 десятин, в том числе 68 десятин пахотной. Имелось 24 лошади, 25 единиц рогатого и 66 единиц мелкого скота.
В 1913 году — 37 дворов.
По материалам Всесоюзной переписи населения 1926 года — деревня Сабуровского сельсовета Щёлковской волости Московского уезда в 5 км от Царёвского шоссе и 16 км от станции Щёлково Северной железной дороги, проживало 202 жителя (97 мужчин, 105 женщин), насчитывалось 42 крестьянских хозяйства.
С 1929 года — населённый пункт Московской области в составе:
- Богословского сельсовета Щёлковского района (1929—1958)[17],
- Новского сельсовета Щёлковского района (1958—1959)[18],
- Новского сельсовета (до 31.07.1959) и Гребневского сельсовета Балашихинского района (1959—1960)[18][19],
- Гребневского сельсовета Щёлковского района (1960—1963, 1965—1994)[20][21],
- Гребневского сельсовета Мытищинского укрупнённого сельского района (1963—1965)[22],
- Гребневского сельского округа Щёлковского района (1994—2006)[21],
- сельского поселения Гребневское Щёлковского муниципального района (2006—2019)[23][24],
- городского округа Щёлково (2019—н. в.).